# HMS Habbakuk

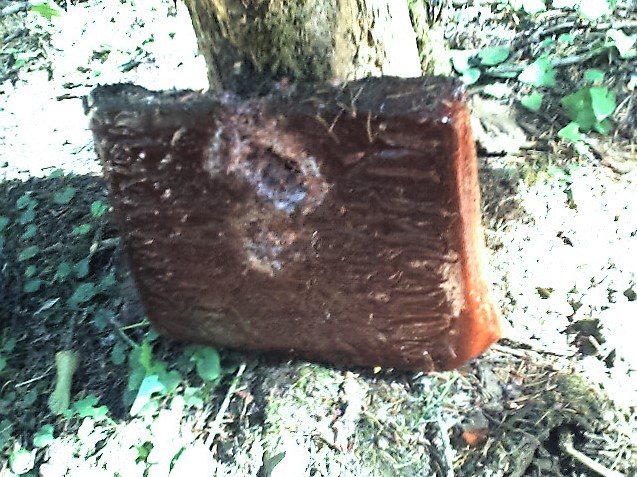
Blok pykretu wielokrotnie ostrzelany z broni ręcznej

HMS Habbakuk – brytyjsko-kanadyjski projekt z okresu II wojny światowej zmierzający do wybudowania gigantycznego lotniskowca dla ochrony alianckich konwojów na środkowym Atlantyku. Zbudowany miał on być z tworzywa o nazwie pykret, będącego mieszaniną lodu (86%) i miazgi drzewnej (14%), cechującego się wytrzymałością zbliżoną do betonu. Przewidywana wyporność jednostki wynosić miała ok. 2,2 mln ton.
Pomysłodawcą tejże konstrukcji był Geoffrey Nathaniel Pyke, a jego projekt opracowywany został w roku 1943 w kanadyjskiej firmie Montreal Engineering Company. Grubość pykretowych burt, dna, a także pokładu lotniczego, wynosić miała ok. 12 metrów (40 stóp). System ciągłego chłodzenia tejże pykretowej masy zapewnić miał układ sprężarek i rurociągów, poprzez które rozprowadzane miało być powietrze o temp. ok. -30 °C. Dla zapewnienia odpowiedniej termoizolacji pykret miał być obłożony od strony zewnętrznej i wewnętrznej warstwą korka i drewna. Lotniskowiec napędzany miał być za pomocą 26 silników elektrycznych, umieszczonych po zewnętrznej stronie burt w specjalnych wodoszczelnych kapsułach (po 13 na każdej burcie). Każdy z tychże silników przekazywał swą moc na jedną z 26 śrub napędowych. Jednostka posiadać miała dwa olbrzymie hangary, w których pomieścić mogło by się ok. 300 samolotów (Wellington, Mosquito i Spitfire), oraz dwa podnośniki dla tychże samolotów, za pomocą których wynoszone byłyby one na pokład lotniczy. Owe hangary usytuowane miały być piętrowo i w części dziobowej oraz rufowej zajmować miały całą szerokość kadłuba. Całą środkową część kadłuba - od dna po pokład lotniczy - zajmować miały; rozległa maszynownia oraz rozmaite magazyny i pomieszczenia socjalne załogi. W związku z tym, na śródokręciu oba wspomniane hangary rozdzielone były na dwa segmenty - lewo burtowy i prawo burtowy. Uzbrojenie artyleryjskie lotniskowca składać się miało z 32 (16×II) armat uniwersalnych kalibru 114 mm (4,5"), oraz 12 wielolufowych zestawów z działkami szybkostrzelnymi kalibru 40 mm ("pom-pomy" lub boforsy).
W celu przetestowania różnych metod łączenia lodowych bloków, a także ich schładzania w temperaturach letnich i sprawdzenia rozmaitych sposobów termoizolacji, w lutym 1943 r. na jeziorze Patricia w Kanadzie (na terenie Parku Narodowego Jasper) wzniesiono specjalną, zaizolowaną drewnem i asfaltem, pływającą lodową konstrukcję o wymiarach  18,3 × 9,1 × 5,9 m (60 × 30 × 19,5 stóp). Na miejsce budowy lodowego lotniskowca (ang. Bergship)  przewidziano kanadyjską miejscowość Corner Brook położoną nad zatoką Seven Islands Bay w Nowej Fundlandii. Olbrzymi koszt całego przedsięwzięcia sprawił, iż w drugiej połowie 1943 r. nawiązano współpracę ze Stanami Zjednoczonymi, które zgodziły się współfinansować cały projekt, by potem wykorzystać Habbakuka przeciwko Japonii. 
Pod koniec 1943 r. horrendalnie wręcz drogi Habbakuk stał się jednak zbędny na Atlantyku, albowiem w tym czasie alianci dysponowali już pokaźną flotą lotniskowców eskortowych i samolotów patrolowych dalekiego zasięgu, a na dodatek neutralna dotąd Portugalia pozwoliła im wykorzystywać lotnisko na Azorach. Także i na Pacyfiku okazał się on niepotrzebny, co było skutkiem przyjętej przez Amerykanów tzw. taktyki żabich skoków. Polegała ona na tym, iż po zdobyciu jakiejś ważnej strategicznie wyspy zakładano tam bazę lotniczą i kolejny cel atakowano dysponując już wsparciem lotniczym z tejże bazy. W ostateczności więc, w grudniu 1943 przerwane zostały wszelkie prace nad lodowym lotniskowcem, będącym już w tym czasie na etapie opracowywania projektu wstępnego.